# Ricardo Costa Climent
Ricardo Costa Climent (Castellón de la Plana, 16 de abril de 1972) es abogado y economista, doctor en economía por la Universidad Católica de Valencia y Doctor en sistemas de la Información por la Universidad de Uppsala Suecia. También fue diputado autonómico del Partido Popular.

## Biografía
Nacido en Castellón de la Plana en el año 1972, toda su familia es procedente de la provincia de Castellón. Hermano de Juan Costa, que fue Ministro de Ciencia y Tecnología en 2003-2004, e hijo de Maria Dolors Climent de Pino, que fue concejal de Castellón por el Partido Popular. 
El 8 de noviembre de 2014 contrajo matrimonio con Laura Chorro Diéguez, quien fuera 'Bella del Foc' de Alicante en 2005 y actual directora general de Familia y Mujer de la Generalitat Valenciana. 

### Estudios
Es licenciado en Ciencias Económicas y Empresariales por la Universidad de Valencia, Diplomado en Ciencias Empresariales por la Universidad Jaime I de Castellón y Graduado en Derecho en la Universidad Europea de Madrid. Ha ejercido como economista y abogado en el despacho “Costa/Álvarez/Manglano/ & Asociados” del que fue socio hasta el año 2009, y en LEXCAM, Abogados y Asesores de Empresa. Es colegiado en el Ilustre Colegio de Abogados de Valencia (ICAV).

### Carrera política
Ha sido presidente provincial de las Nuevas Generaciones del Partido Popular. Fue diputado por la provincia de Castellón en las elecciones a las Cortes Valencianas de 1995, 1999, 2003 y 2007. En 2008 fue nombrado portavoz del PP en las Cortes Valencianas (sustituyendo a Esteban González Pons) y secretario general del Partido Popular de la Comunidad Valenciana, en sustitución de Adela Pedrosa, hasta ser relegado de ambos cargos en octubre de 2009.
Estuvo suspendido de militancia desde enero de 2010 hasta septiembre de 2010, por insinuar que seguía siendo secretario general de PP de Valencia cuando el partido lo daba por destituido del cargo. En octubre de 2010 fue rehabilitado en las cortes valencianas como coordinador del área económica, miembro del consejo de dirección y defensor parlamentario del proyecto de Presupuestos de la Generalitat para 2011.

## Implicación en el Caso Gürtel
El 13 de octubre de 2009, Costa iba a ser cesado temporalmente de sus funciones como Secretario General del PPCV y como Portavoz del GPP en las Cortes, para ser investigado por el Comité de Derechos y Garantías del partido por una presunta implicación en el denominado Caso Gürtel; no obstante, su negativa a presentar la dimisión concluyó con su permanencia en el cargo avalado por el presidente Francisco Camps y cruces de comunicados contradictorios entre el Partido Popular de la Comunidad Valenciana y su dirección nacional.
Sin embargo, el 14 de octubre de 2009 Francisco Camps se ve obligado a ceder a las presiones de la dirección nacional del Partido Popular y destituir a Ricardo Costa nombrando como sucesor a César Augusto Asencio como secretario general del PPCV y a Rafael Maluenda como portavoz parlamentario.
Posteriormente, el 29 de octubre de 2009 la dirección nacional del PP decide abrir expediente disciplinario a Costa y suspenderlo cautelarmente de militancia por sus declaraciones a la prensa en las que mantenía que seguía siendo secretario General del PP de la Comunidad Valenciana.
El 27 de enero de 2010, el Partido Popular anunció que le suspendía de militancia durante un año.
El 25 de enero de 2012 es absuelto de los cargos en la causa de los trajes.

En la actualidad se encuentra imputado por delito electoral y falsedad documental en la rama valenciana del caso Gürtel, que está en fase de instrucción e investiga la relación del PP valenciano con la trama Gürtel. El 2 de enero de 2015 dimitió de su cargo de diputado autonómico.
El juicio por la rama valenciana de Gürtel comenzó a inicios de 2018 en la Audiencia Nacional, siendo Costa un colaborador con la justicia al admitir la financiación del PP "con dinero negro". Este reconocimiento tuvo una importante repercusión para las investigaciones sobre la financiación política mediante "Asociaciones" en las diversas provincias valencianas.